# Chapter One: Blue
Chapter One: Blue è il secondo EP della cantante statunitense Bea Miller, pubblicato il 24 febbraio 2017 dalla Hollywood Records.

## Tracce
1. Song like You – 3:16
2. Burning Bridges – 3:37
3. I Can't Breathe – 3:32